# Prok (Gorkha)
Prok (Nepali प्रोक) ist ein Dorf und ein Village Development Committee (VDC) in Nepal im Distrikt Gorkha.
Das Dorf Prok liegt auf einer Höhe von 2400 m am Oberlauf des Budhigandaki. Talaufwärts liegen die VDCs Lho und Samagaun. Im Norden grenzt das VDC an Tibet. Im Süden von Prok liegt das Manaslu-Massiv, im Norden die Berge des Kutang Himal. Im Gebirge südlich von Prok liegt der Bergsee Kalchhuman. Der Manaslu-Rundweg verläuft durch Prok.

## Einwohner
Bei der Volkszählung 2011 hatte das VDC Prok 575 Einwohner (davon 273 männlich) in 187 Haushalten.

## Dörfer und Weiler
Prok besteht aus mehreren Dörfern und Weilern. 
Die wichtigsten sind:
- Ghap (2360 m ⊙)
- Namrung (2620 m ⊙)
- Prok oder Prok Bazar (2400 m ⊙)